# 本願
本願（ほんがん、梵: pūrva-praṇidhāna, プールヴァ・プラニダーナ）とは、仏教において、仏や菩薩が過去において立てた誓願を指す。宿願（しゅくがん）とも言う。菩薩としての修行中に立てたもので、たとえば阿弥陀仏ならば法蔵菩薩としての修行中に立てられたものを言う。
原語のうち「プールヴァ」（pūrva）は「以前の」「過去の」、「プラニダーナ」（praṇidhāna）とは「誓願」（せいがん）。
原始経典では「天国に生れることを希願する」というように用いられる。仏教の場合は、絶対者などに対して祈るのではなく、自己への祈りであり、願いである。その意味で、「真実の祈誓」（sacca-kiriyā）であり、真実の実行を意味する。いわば、悟りを開き仏陀たらんとする願いとその実行をいう。

## 菩薩の誓願
「仏や菩薩が過去において一切の生あるものを救おうとして立てた誓願」の意味が、「プールヴァ・プラニダーナ」といわれる言葉の意味で、これが本願である。
この「本」に2つの意味がある。
1. 「因」の意味。因位（仏になる前）に願を立て、それが果として成就したから、本願（もとの願）という。
2. 「根本」の意味。悟りを完成する根本になる誓願の意味。

原語のうち「プールヴァ」は先述のように「以前の」ということであるから、初めの意味に近い。しかし、仏となるためには必ず願を起し、その願いの完成したことで仏と言い得るから、仏の根本は願にある。その点で「願」が成仏の根本だから、第二義が近い。仏のことをヴィパーカ・カーヤ（vipāka-kāya）と呼び、報身とするのはこの理由による。

## 総願
仏はすべて同じ誓願を持つ。これを総願（梵: sāmānya-praṇidhāna）という。具体的には四弘誓願（しぐぜいがん）を指す。菩提心（ぼだいしん）と呼ばれるものも、これと同義である。
- 衆生無辺誓願度 - 一切の衆生を度脱せしめん
- 煩悩無尽誓願断 - 一切の煩悩を悉く断じつくさん
- 法門無量誓願学 - 一切の教法を必ず学習しつくさん
- 仏道無上誓願成 - 無上の仏道を成就せん

## 別願
諸仏それぞれの願を別願（梵: viśeṣa-praṇidhāna）と言う。この別願によって、それぞれの仏が特徴づけられている。
とりわけ、薬師如来の十二願、阿弥陀如来の四十八願などが有名である。薬師如来の十二願は「一切衆生の苦悩を除き、一切の病患を除かん」というものであり、阿弥陀如来の四十八願は、法蔵菩薩の時に立てて成就したものであり「念仏の衆生を救いとげん」との誓願である。

## 発起人としての本願
日本においてかなり古くから、本願には、塔をつくり寺を建て法会を執行することを指している。「東大寺の本願」とか、「善光寺本願」などが、これである。